# 島本要
島本要（しまもと かなめ、1932年（昭和7年）2月14日 - 2002年（平成14年）8月31日）は、カトリック教会の司教。洗礼名は「フランシスコ・ザビエル」。カトリック浦和司教、カトリック長崎大司教を歴任した。

## 来歴
- 1932年（昭和7年） - 2月14日、長崎県南松浦郡北魚目村仲知（現在の新上五島町）で誕生。
- 1958年（昭和33年） - 11月23日、司祭叙階。
- 1979年（昭和54年） - 12月20日、浦和教区（現在のさいたま教区）司教に任命される。
- 1980年（昭和55年） - 3月20日 、司教叙階。
- 1990年（平成2年） - 2月8日、長崎大司教に任命される。
- 2002年（平成14年） - 8月31日、長崎大司教在任中に急逝。

## 関連事項
- カトリック長崎大司教区